# Laura Ramos
Laura Ramos Hernández (La Habana, Cuba, 30 de junio de 1978) es una actriz cubana graduada en Artes Escénicas por la Escuela Nacional de Arte de La Habana, Cuba.

## Filmografía

### Televisión
| Año       | Título                         |                    |
| --------- | ------------------------------ | ------------------ |
| 2023      | Los Farad                      | Danae              |
| 2021-2024 | Entrevías                      | Gladys             |
| 2019-2020 | El general Naranjo             | Rita Cienfuegos    |
| 2019      | De levante                     | Martha             |
| 2017-2018 | Tarde lo conocí                | Estrella           |
| 2018      | La ley secreta                 | Mariana            |
| 2017      | Pambelé                        |                    |
| 2016      | Cuatro estaciones en La Habana | Tamara             |
| 2016      | La niña                        | Barbara Miler      |
| 2015      | Olmos y Robles                 | Mónica             |
| 2014-2015 | Cumbia ninja                   |                    |
| 2014      | El Chivo                       | Rosita             |
| 2013      | Mentiras perfectas             | Johana Cruz        |
| 2012      | El capo 2                      | Periodista Dávalos |
| 2011      | Bandolera                      | Martina Castro     |
| 2009      | Las trampas del amor           | Ágata Crespi       |
| 2007      | Tiempo final                   | Paula              |
| 2005      | El comisario                   |                    |
| 2002      | Paraíso                        | Mila               |
| 2000      | Un chupete para ella           |                    |

### Cine
| Año  | Título                    | Director                        |
| ---- | ------------------------- | ------------------------------- |
| 2018 | Não Se Aceitam Devoluções | Brenda                          |
| 2016 | Vientos de La Habana      |                                 |
| 2015 | Siempreviva               | Klych López                     |
| 2007 | La película de mi padre   | Wolney Oliveira                 |
| 2005 | El sexo lo cambia todo    | Luiz Carlos Lacerda             |
| 2003 | Aunque estés lejos        | Juan Carlos Tabío               |
| 2002 | Viva Zapato               | Luis Carlos Lacerda             |
| 2001 | I love you baby           | David Menkes y Alfonso Albacete |
| 2000 | Adiós con el corazón      | José Luis García Sánchez        |
| 1999 | Operación Fangio          | Alberto Lecchi                  |
| 1999 | Las profecías de Amanda   | Pastor Vega                     |
| 1999 | Cuarteto de la Habana     | Fernando Colomo                 |

## Teatro
| Título                           | Dirección                                       |                              |
| -------------------------------- | ----------------------------------------------- | ---------------------------- |
| Electra Garrigó                  | Roberto Blanco                                  | Grupo de Teatro Irrumpe      |
| El burgués gentilhombre          | Jerome Savary, sobre la obra de Molière         |                              |
| Las noches del Hotel Luna Caribe | Fermín Cabal, sobre la obra de Alberto de Casso | Premio Calderón de la Barca. |

## Premios
| Año  | Premio                  | Festival |
| ---- | ----------------------- | --- |
| 2003 | Mejor actriz            | Premio Caricato (UNEAC) por la película Aunque estés lejos de Juan Carlos Tabío. Cuba.                                     |
| 2003 | Mejor actriz            | Festival de Cine y Video (Cuiabá, Brasil)                                                                                  |
| 2001 | Mejor actriz revelación | Premio Coral por Las profecías de Amanda y Operación Fangio. Festival Internacional del nuevo cine latinoamericano (Cuba). |